# Cửu-Long Võ-Đạo
 (janvier 2014).
Si vous disposez d'ouvrages ou d'articles de référence ou si vous connaissez des sites web de qualité traitant du thème abordé ici, merci de compléter l'article en donnant les références utiles à sa vérifiabilité et en les liant à la section « Notes et références ».
Le Cuu-Long Vo-Dao (en vietnamien Cửu-Long Võ-Đạo) est un art martial sino-vietnamien, une variante vietnamienne du kung-fu. Il est reconnu par les fédérations d’arts martiaux traditionnels au Viêt Nam et en France.

## Appellation
Cửu-Long Võ-Đạo signifie « voie martiale des 9 dragons », Cửu-Long étant aussi le nom vietnamien du Mékong d'Asie du Sud-Est. Il représente les neuf branches qui se jettent en mer de Chine méridionale. Les Cửu-Long (« neuf dragons ») ont la responsabilité de diffuser l'esprit et la puissance de sa source mère vers les neuf directions du fleuve.

## Origine martiale
En 1945, Hô Chi Minh proclamait l’indépendance du Viêt Nam. Bien que l'esprit de cet art est d'origine cosmique, c’est en cette période que fut créée la Fédération Cuu-Long Võ-Ðao. Neuf Maîtres d'arts martiaux chinois et vietnamiens tous spécialistes de leur discipline se regroupèrent pour définir un style et former des pratiquants et moniteurs. Tous avaient une formation issue des techniques kỹ thuật điếm. Le Cửu-Long Võ-Đạo enseignait 18 disciplines d’armes traditionnelles (bâton, poignards, sabre, épée, double épée, lance, hallebarde, chaîne, éventail, fléau, tonfa), des Quyên issus du Võ-Lâm, les 72 techniques de base Thất Thập Nhị Huyền Công, les techniques de combat poings-pieds, de casse et des points sensibles.
En 1969, d’un commun accord ils décidèrent de transmettre tout leur savoir à neuf pratiquants qui seraient évalués sur leur valeur morale et martiale. Pour cela, ils organisèrent dans tout le pays une grande compétition de technique et combat traditionnel. Pendant trois ans de très nombreux pratiquants de différents styles se mesurèrent. En 1971, les noms des neuf Dragons successeurs de ces vénérables furent annoncés.
Jusqu'à la capitulation du Sud-Viêt-Nam en 1975 plus de 150 moniteurs furent formés. le 2 juillet 1976, le Nord Viêt Nam annexe le Sud du pays pour créer la République socialiste du Viêt Nam. Saïgon est renommée Hô Chi Minh-Ville en l'honneur du président précédent du Nord Viêt Nam. À cette même période, les 3 premiers Dragons (Lam-Chanh-Dung d’origine chinoise, Huynh-Van-Sanh, Tran-Hoai-Ngoc) afin de poursuivre leur enseignement ouvrirent l'école Thanh-Nghia Duong, voie qui aide les jeunes. De nombreux jeunes pratiquants y travaillaient. Mais rapidement, le nouveau gouvernement engagea le Sud-Viêt-Nam dans une politique de nationalisation des entreprises et de collectivisation, et les jeunes partirent pour de nouvelles activités.

## Le Cửu-Long Võ-Đạo aujourd’hui
En 1979, le troisième Dragon maître successeur de la deuxième génération Tran Hoai-Ngoc se fixa le but de faire connaître et de partager les techniques traditionnelles chinoises et Vietnamiennes du Võ-Thuât Co Truyên. La tâche ne fut pas simple, mais en 1980, de jeunes Français pratiquaient les techniques de bases  Cửu-Long Võ-Đạo dans le pays nantais. En 2005, le Cửu-Long Võ-Đạo sous l'égide de Maître Tran Hoai-Ngoc, enseigne dans neuf écoles les dernières étant en région Provence-Alpes-Côte d'Azur, regroupant plus de 500 pratiquants.

## L’enseignement
On semble parfois croire que les arts martiaux en France se résument au judo et au karaté. Ces Fédérations ne peuvent plus masquer une réalité profonde. Aujourd’hui les pratiquants s’orientent vers la richesse. Maître Tran-Hoai-Ngoc, met ses écoles au service des besoins régionaux de formation des pratiquants d’arts martiaux traditionnels. L’enseignement du Kung-Fu est riche, basé sur les techniques traditionnelles et la philosophie du Vo-Lâm.  Les Võ Sinh à partir de l’âge de six ans reçoivent un enseignement martial traditionnel, c’est-à-dire une discipline du corps et de l'esprit. Ils étudient les techniques de base, les 18 disciplines d'armes traditionnelles, les diverses techniques de combat, les Quyên ancestraux de l’école et de la Fédération vietnamienne. Les plus avancés étudient également les arts énergétiques internes, en particulier le qi gong qui signifie littéralement « maîtrise de l’énergie » ou encore « travail du souffle », comme l’indiquent d’ailleurs les deux caractères chinois 气功 (sinogramme simplifié) 氣功 (sinogramme traditionnel) qui servent à le désigner : qi (souffle, énergie) et gong (travail, accomplissement, discipline). Pour résumer, pendant au moins une douzaine d’années l'élève passe successivement par quatre phases, chacune portant sur trois années environ suivant le degré d'aptitude.

## 72 unités d’action Cửu-Long Võ-Đạo: Thất Thập Nhị Huyền Công
- Techniques de positions : Bộ Pháp

Thượng bộ positions hautes - Trung bộ positions moyennes - Hạ bộ positions basses.
- Techniques de mains : Thủ pháp

Bộ thủ chỉ techniques de pique de doigts - Bộ hùng chưởng techniques de frappe de paume - Bộ cương đao techniques de tranchant de main - Bộ thôi sơn techniques de coups de poing - Bộ phượng dực techniques de coups de coude - Bộ bát tuyệt môn quyền technique de blocage.
- Techniques de coups de pied : Cước pháp

Tiền cước coups de pied vers l’avant - Hậu cước coups de pied vers l’arrière - Hoành cước coups de pied circulaires - Phi cước coups de pied sautés - đá ở tinh hoàn coup de pied central.

## Les ceintures
Les ceintures que portent les pratiquants de l’école Cuu-Long Vo-Dao se basent sur les 5 éléments dont les couleurs sont officiellement reconnues par la fédération vietnamienne.
- La ceinture noire (bleue) représente l'eau / l'énergie
- La ceinture verte représente le bois / le vent
- La ceinture jaune représente la terre / l'intégration
- La ceinture rouge représente le feu / le sang. Pour celle-ci, le Vo Sinh doit maitriser les giết người.
- La ceinture blanche est celle du Maître.

## Tradition
Il est de tradition d’inviter chaque année des maîtres de la Fédération vietnamienne afin qu’ils transmettent leur savoir aux pratiquants français. C’est pour cette raison que la télévision officielle vietnamienne NTV9 a diffusé en 2005 un reportage montrant l’enseignement Cửu-Long Võ-Đạo en France.